# Larry McLerran
Larry Dean McLerran (* 24. Februar 1949 in Yakima, Washington) ist ein US-amerikanischer theoretischer Kernphysiker, der sich speziell mit dem Quark-Gluon-Plasma und anderen Phasen von Quark-Gluon-Materie (wie das Farb-Glas-Kondensat und daraus gebildetes sogenanntes Glasma), die in hochenergetischen Schwerionenstössen erzeugt werden, mit Elementarteilchenphysik, Kosmologie und Quantenchromodynamik befasst.

## Biografie
McLerran studierte an der University of Washington mit dem Bachelor-Abschluss 1971 und der Promotion 1975. Als Post-Doktorand war er von 1975 bis 1978 am Massachusetts Institute of Technology und von 1978 bis 1980 am SLAC. Er wurde 1981 Assistant Professor und 1984 Associate Professor an der University of Washington, war von 1984 bis 1989 am Fermilab (und Adjunct Professor an der University of Illinois) sowie von 1988 bis 2000 Professor an der University of Minnesota, an der er von 1989 bis 1992 das William Fine Institut für Theoretische Physik leitete. Von 1999 bis 2004 war er Senior Scientist am Brookhaven National Laboratory und Leiter von deren Theoriegruppe. Seit 2003 leitet er die Theoriegruppe im RIKEN-Brookhaven Research Center (als Nachfolger von T. D. Lee).
Er war an frühen Studien zum Quark-Gluon-Plasma involviert und in der Entwicklung störungstheoretischer und Monte-Carlo-Techniken. Außerdem war er ein Pionier in der Theorie ultrarelativistischer Schwerionenstöße (Abschätzung erreichbarer Energiedichten u. a.). 2007 vermutete er die Existenz einer weiteren Phase neben der Baryon-Phase und der freier Quarks in der QCD (Quarkyonic Phase). Er vermutete im Farb-Glas-Kondensat (CGC) den Anteil der nuklearen Wellenfunktion, die die Anfangszustände von Kern-Kern-Stößen bestimmt und zeigte, dass das CGC nach dem Stoß ein hochkohärentes Feld von Farbladungs-Feldern bildet (Glasma), aus dem sich im weiteren Verlauf ein thermalisiertes Quark-Gluon-Plasma bildet. 2005 vertrat er mit Miklos Gyulassy die Ansicht, dass sich Schwerionenstößen am RHIC ein Quark-Gluon-Plasma gebildet hätte.
Daneben befasste er sich mit Baryonenzahlverletzung in der elektroschwachen Theorie.
Von 1996 bis 1998 war er Gastprofessor in der Nordita.
Er ist Fellow der American Physical Society (1990), war von 1982 bis 1984 Sloan Research Fellow und erhielt 1988 den Humboldt-Forschungspreis, mit dem er bei Walter Greiner in Frankfurt war. Seit 2000 ist er auswärtiges Mitglied der Finnischen Akademie der Wissenschaften. 2007 erhielt er den Brookhaven Science and Technology Award. 2009 war er J. Hans D. Jensen Professor für Theoretische Physik an der Universität Heidelberg (Jensen-Preis) und ab 2011 hatte er eine Professur an der Hua Zhong Normal University in China. 2015 erhielt er den Herman Feshbach Prize in Theoretical Nuclear Physics für Pionierleistungen zum Verständnis der QCD bei hohen Energiedichten und für die theoretischen Grundlagen unseres Verständnisses ultrarelativistischer Schwerionenstreuung. Außerdem wurde in der Laudatio hervorgehoben, dass sein Werk wesentlich für Experimente am RHIC und LHC war und er eine Generation junger Theoretiker auf diesem Gebiet ausbildete. Für 2021 wurde McLerran der Pomerantschuk-Preis zugesprochen.
Ab 2000 war er Herausgeber von Nuclear Physics A.

## Schriften
- Physics of the Quark-Gluon-Plasma, Rev. Mod. Phys., 58, 1986, S. 1021
- mit Keijo Kajantie: Probes of Quark-Gluon Plasma in High Energy Collisions, Annual Reviews of Particle and Nuclear Science, 37, 1987, S. 293
- Strongly Interacting Matter Matter at Very High Energy Density: 3 Lectures in Zakopane, Acta Physica Polonica, B 41, 2010, 2799–2826 (Vorlesungen in 50th Crakow School Theoretical Physics 2010, Zakopane), Arxiv
- A Brief Introduction to the Color Glass Condensate and the Glasma, Proc. ISMD 2008, Arxiv
- mit Edmond Iancu, Andrei Leonidov: The Colour Glass Condensate: An Introduction, NATO Advanced Study Institute QCD perspectives on hot and dense matter, Cargèse, 6. – 18. August 2001, Arxiv
- The Color Glass Condensate and Small x Physics: 4 Lectures, Vorlesung Schladming, LN Physics 583, Springer Verlag 2002, S. 291–334, Arxiv
- Theoretical Concepts for Ultra-Relativistic Heavy Ion Collisions, Proc. DPF 2009, Detroit, Arxiv